# Lyra (Hrubý Jeseník)
Lyra (1099 m n. m.) je hora v Medvědské hornatině, která je severovýchodní částí Hrubého Jeseníku. Vypíná se 3 km severoseverozápadně od Karlovy Studánky a 4,5 km východo-severovýchodně od Pradědu, který je jejím mateřským vrcholem. Z vrcholové skály jsou dobré výhledy směrem na Praděd.

## Přístup
Lyra je nejsnáze přístupná ze sedla Kóta, kde také začíná vyasfaltovaná cyklotrasa 6068, která vrchol Lyry obtáčí po západním úbočí a pokračuje dále kolem Sedlové boudy až do Vrbna pod Pradědem. Asi 200 metrů od sedla odbočuje z této asfaltky neznačená nezpevněná cesta, která po 500 metrech míjí jižní vrchol Lyry (1097 m n. m.) a po dalších 800 metrech dojde až na hlavní vrchol (1099 m n. m.). Celková vzdálenost od sedla Kóta je tedy 1,5 km s převýšením 96 metrů.
Z vrcholu Lyry cesta pokračuje dolů k Sedlové boudě a od ní zase nahoru na sousední Žárový vrch (1101 m n. m.).